# 힐러리 클린턴 이메일 논란
힐러리 클린턴 이메일 논란은 2016년 미국 대통령 선거에서 미국 공화당 도널드 트럼프 후보가 미국 민주당 힐러리 클린턴 후보를 상대로 제기하여 큰 이슈가 된 논란이다.

## 내용

### 벵가지 위원회
2014년 5월 2일 미국 하원 의장 존 베이너(공화당)는 2012년 9월 11일 리비아의 2번째 대도시 벵가지에서 일어난 테러사건을 보다 심도있게 국정조사하기 위하여, 특별 위원회인 미국 하원 벵가지 국정조사 특별 위원회를 만들자고 제안했다. 2012년 벵가지 테러(2012년 미국 대사관 습격 사건 참조)로 인해, 리비아 주재 미국 대사 크리스토퍼 스티븐스와 3명의 미국인이 사망했다. 2014년 5월 8일, 미국 하원은 투표를 하여, 232 대 186으로 특별 위원회 설립안을 가결하였다. 공화당 225명과 민주당 7명이 찬성, 민주당 186명이 반대했다. 특별 위원장은 16년간 연방 검사를 지낸, 49세의 트레이 고디 하원의원(공화당, 남캐롤라이나)이 임명되었다. 특별 위원은 12명으로, 공화당 7명, 민주당 5명으로 구성되었다.
2012년 벵가지 테러 당시 미국 국무부와 CIA는 '계약직 용역직원'으로 위장한 CIA의 특수팀 GRS 요원들이 크리스토퍼 스티븐스 대사와 일행을 구출하러 가려는 것을 제지하고, 공중지원도 하지 않아 결국 스티븐스 대사를 비롯해 4명이 숨지게 만들었다. 관련 영화로 13시간이 있다.

### 추가 이메일 발견
2015년 3월 힐러리 클린턴이 국무장관으로 재직하던 시절에 사적 이메일을 공적인 일에 사용했다는 것이 국무부 감찰관에 의해서 밝혀졌다. 전문가들과 상,하원의원들은 힐러리가 사적으로 사용한 메일 전송 에이전트와 서버가 미국 연방법과 기록 관리 규정, 국무부 규정 등을 어겼다고 주장했다. 이러한 주장은 2016년 대선에서 힐러리 진영에 악영향을 미쳤으며, 힐러리가 벵가지 스캔들의 방조에 책임이 있다는 주장이 나오게했다.
힐러리는 국무장관을 그만두면서, 관련법령상, 개인 이메일을 모두 출력해 사무실에 보관하거나, 국무부에 모든 이메일을 제출해야만 했다. 그래서 2014년 12월 미국 국무부에 3만개의 이메일을 제출했다. 국무부 업무용이 아니라 개인용 이메일이라면서 이메일 33,000개는 삭제했다.
2016년 8월 22일 FBI는 클린턴의 사설 이메일 서버에서 국무장관 재직 시절 주고받은 이메일 14,900개를 추가로 발견했다. 모든 국무부 업무용 이메일을 국무장관 퇴직 후 모두 국무부에 제출했다고 한 말이 거짓말로 드러났다.

### 후마 에버딘
힐러리의 수양딸이라고 불리는 최측근 보좌관인 후마 애버딘의 전 남편 앤서니 위너의 노트북에서 65만개의 이메일이 발견되었는데, 상당수가 힐러리와 애버딘 간의 이메일이어서, FBI가 대선을 불과 10일 앞두고서, 이메일 스캔들의 재수사에 착수했다. 2016년 10월 30일, 대선을 불과 8일 앞두고서, FBI는 앤서니 위너 전 뉴욕주 하원의원 소유 노트북에서 발견된 관련 이메일에 대한 연방법원의 수색영장을 확보했다. 그러나 힐러리와 관련된 이메일도 수 천건 이상이라서 대선전에 수사가 종료되기는 힘들다고 한다.